# Napaeus maculatus
Napaeus maculatus is een slakkensoort uit de familie van de Enidae. De wetenschappelijke naam van de soort is voor het eerst geldig gepubliceerd in 2006 door Goodacre.